# Óleo de soja

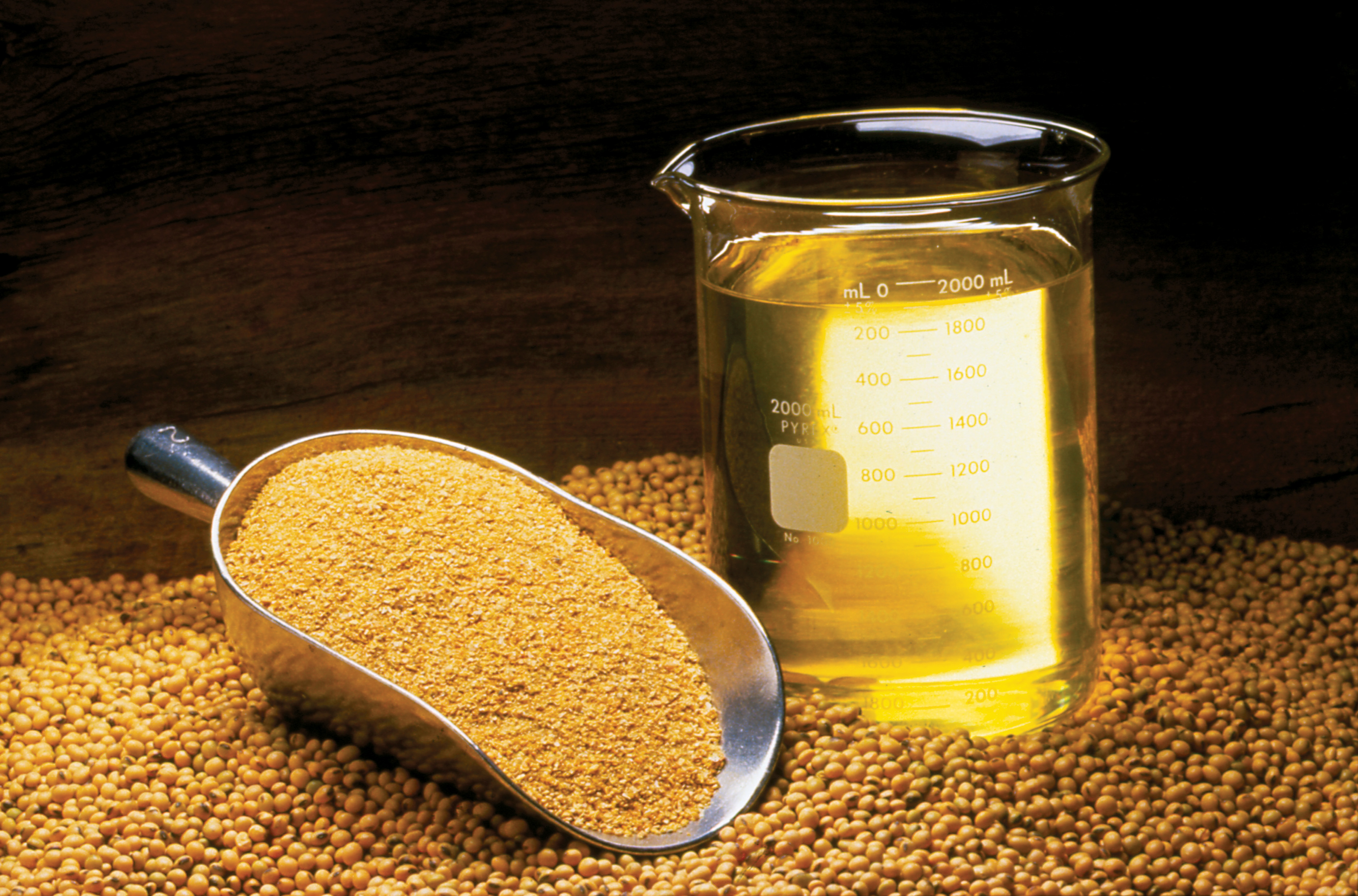
Óleo de soja

O óleo de soja é extraído da semente de soja e é utilizado como fonte de alimento e com as novas tecnologias também pode ser usada como biocombustível. A soja (Glycine max) pertence à família das leguminosas, plantas cuja semente encontra-se dentro de vagens.

## Extração
Para extrair o óleo é necessário colocar suas sementes em uma prensa de alta pressão que as espremerá até retirar-se todo o óleo contido nelas. A alta pressão causa variações positivas de temperatura o que torna o óleo de coloração escura e sabor forte. Após a prensa é feito o processo de clarificação e refinação para eliminar impurezas. O produto final é chamado de óleo virgem que deve estar sem a presença de partículas sólidas e corpos estranhos.
Na prensa a frio, ou seja, extração à baixa pressão, não há aquecimento do óleo e o rendimento é bem inferior, em termos quantitativos, ao procedimento de alta pressão. A prensa a frio produz um óleo de qualidade superior, mas, por motivos de altos custos, não é acessível à maior parte da população, que tem certos limites financeiros e opta por outros tipos de menor qualidade, contudo de menor preço.
Porém, este processo é utilizado em maior escala em óleos de oliva, pois um bom procedimento para óleo de soja é o de embeber as sementes num líquido, solvente orgânico geralmente, capaz de dissolver o óleo. A mistura de óleo e solvente é posteriormente submetida a uma série de processos para separá-los.

## Produção Mundial
| 1.  | China          | 16,16 |
| 2.  | Estados Unidos | 10,88 |
| 3.  | Brasil         | 9,30  |
| 4.  | Argentina      | 7,24  |
| 5.  | Índia          | 1,50  |
| 6.  | México         | 0,79  |
| 7.  | Paraguai       | 0,75  |
| 8.  | Rússia         | 0,74  |
| 9.  | Países Baixos  | 0,64  |
| 10. | Alemanha       | 0,64  |

Fonte: Soybean oil production by FAO.